# Molopopterus artus
Molopopterus artus är en insektsart som beskrevs av Pieter D. Theron 1967. Molopopterus artus ingår i släktet Molopopterus och familjen dvärgstritar. Inga underarter finns listade i Catalogue of Life.